# I. Makariosz jeruzsálemi püspök
I. (Szent) Makariosz (? – 333. február 27.) jeruzsálemi püspök 314-től haláláig.
Nagy Konstantin császár uralkodása idején kormányozta a jeruzsálemi egyházat. Személyesen vett részt a niceai zsinaton, illetve később a császár hozzájárulásával felügyelte a Krisztus sírjánál folyó ásatásokat. (Itt emelte Konstantin a jeruzsálemi bazilikát, és egy másik templomot a szent kereszt-ereklyék őrzésére).
Makariosz közel 20 évnyi kormányzás után hunyt el. A keleti egyház szentként tiszteli.